# Comuna Frata, Cluj
Frata (în maghiară Magyarfráta) este o comună în județul Cluj, Transilvania, România, formată din satele Berchieșu, Frata (reședința), Oaș, Olariu, Pădurea Iacobeni, Poiana Frății, Răzoare și Soporu de Câmpie.

## Istoric
În Evul Mediu sat cu populație de origină etnică mixtă (maghiari și români). Istoricul G. Popa Lisseanu a scris despre vizita făcută în satul Frata, în 1242 de către călugărul italian Rogerius, imediat după invazia mongolilor 
Biserica Romano-Catolică a fost preluată în 1570 de cultul unitarian, iar după 1600 de cultul reformat-calvin.
Din registrul recensământului (conscripțiunii) organizat(e) în Ardeal de Episcopul Ioan Inocențiu Micu Klein, în anul 1733, aflăm că în localitatea românească  Frata,situata la 39 km de Cluj-Napoca, populația era de 100 de familii, cu alte cuvinte, de circa 500 de locuitori. Din același recensământ, mai aflăm că în Frata anului 1733, erau recenzați 3 (trei) preoți greco-catolici , și anume Vaszilie (adică Vasilie), Vaszilie 2 (un alt Vasilie), precum și Todor (probabil Theodor sau Toader, ori Tudor). Nu cunoaștem numele lor de familie. De asemenea, aflăm, din aceeași conscripțiune, că în satul Frata exista o casă parohială, precum și o biserică. Numele localității, ca și cel al preoților, de altfel, apar în limba română, dar cu ortografie maghiară. de exemplu "Fráta", întrucât conscripțiunea era destinată unei comisii compuse din neromâni și în majoritate unguri.

## Lăcașuri de cult
- Biserica de lemn din Frata
- Biserica de lemn din Berchieșu

## Demografie
Componența etnică a comunei Frata
     Români (86,73%)
     Romi (5,62%)
     Maghiari (2,8%)
     Alte etnii (0,13%)
     Necunoscută (4,72%)
Componența confesională a comunei Frata
     Ortodocși (73,99%)
     Greco-catolici (6,23%)
     Penticostali (5,51%)
     Martori ai lui Iehova (3,19%)
     Reformați (2,59%)
     Adventiști (1,98%)
     Alte religii (1,5%)
     Necunoscută (5,01%)
Conform recensământului efectuat în 2021, populația comunei Frata se ridică la 3.791 de locuitori, în scădere față de recensământul anterior din 2011, când fuseseră înregistrați 4.242 de locuitori. Majoritatea locuitorilor sunt români (86,73%), cu minorități de romi (5,62%) și maghiari (2,8%), iar pentru 4,72% nu se cunoaște apartenența etnică. Din punct de vedere confesional, majoritatea locuitorilor sunt ortodocși (73,99%), cu minorități de greco-catolici (6,23%), penticostali (5,51%), martori ai lui Iehova (3,19%), reformați (2,59%) și adventiști (1,98%), iar pentru 5,01% nu se cunoaște apartenența confesională.

## Politică și administrație
Comuna Frata este administrată de un primar și un consiliu local compus din 13 consilieri. Primarul, Cristian-Miron Cherecheș[*], de la Partidul Social Democrat, este în funcție din octombrie 2020. Începând cu alegerile locale din 2024, consiliul local are următoarea componență pe partide politice:
|  | Partid                          | Consilieri | Componența Consiliului | Componența Consiliului | Componența Consiliului | Componența Consiliului | Componența Consiliului | Componența Consiliului | Componența Consiliului | Componența Consiliului | Componența Consiliului |
|  | ------------------------------- | ---------- | ---------------------- | ---------------------- | ---------------------- | ---------------------- | ---------------------- | ---------------------- | ---------------------- | ---------------------- | ---------------------- |
|  | Partidul Social Democrat        | 9          |                        |                        |                        |                        |                        |                        |                        |                        |                        |
|  | Partidul Național Liberal       | 3          |                        |                        |                        |                        |                        |                        |                        |                        |                        |
|  | Alianța pentru Unirea Românilor | 1          |                        |                        |                        |                        |                        |                        |                        |                        |                        |

### Evoluție istorică
De-a lungul timpului populația comunei a evoluat astfel:
Frata, Cluj - evoluția demografică

010002000300040005000600070001850189019101930195619772002populațiePopulația istorică din Frata, Cluj
Date: Recensăminte sau birourile de statistică - grafică realizată de Wikipedia

#### Structura populației din comuna Frata dupǎ apartenența religioasǎ
La nivel de comunǎ, se observǎ cǎ religiile specifice populației maghiare, de-a lungul timpului, nu depǎșesc 10 - 15 % din totalul populației, ponderea credincioșilor fiind reprezentatǎ de cele douǎ religii specifice românilor: greco - catolicǎ si ortodoxǎ. Faptul ca populația de religie ortodoxǎ, în intervalul analizat, are o pondere relativ mare, între 20 - 35 % din totalul populației dovedește toleranța de care s-a bucurat aceastǎ religie atât din partea autorităților austriece cât și a celor maghiare. Nu același lucru se poate spune despre comuniștii români, care odatǎ aduși la putere de sovietici au scos în afara legii, la 1 decembrie 1948, Biserica greco - catolică din România, după ce aceasta a jucat - timp de două secole și jumătate - un rol important în apǎrarea și formarea conștiinței naționale a românilor din Ardeal. Referitor la celelalte religii trebuie menționat numarul mare de evrei care au trăit în comună începând cu anul 1850 și până la izbucnirea celui de-Al Doilea Război Mondial.

## Personalități
- Ioan Ploscaru (născut la 19 noiembrie 1911, la Frata, în comitatul Cluj, astăzi în județul Cluj - decedat în 1998, la Lugoj, județul Timiș), Episcop greco-catolic român de Lugoj (1959-1996), deținut politic în timpul terorii comuniste (1949-1955 și 1956-1964); este autor al lucrării: Lanțuri și Teroare, Editura Signata, Timișoara, 1993, 484 de pagini.

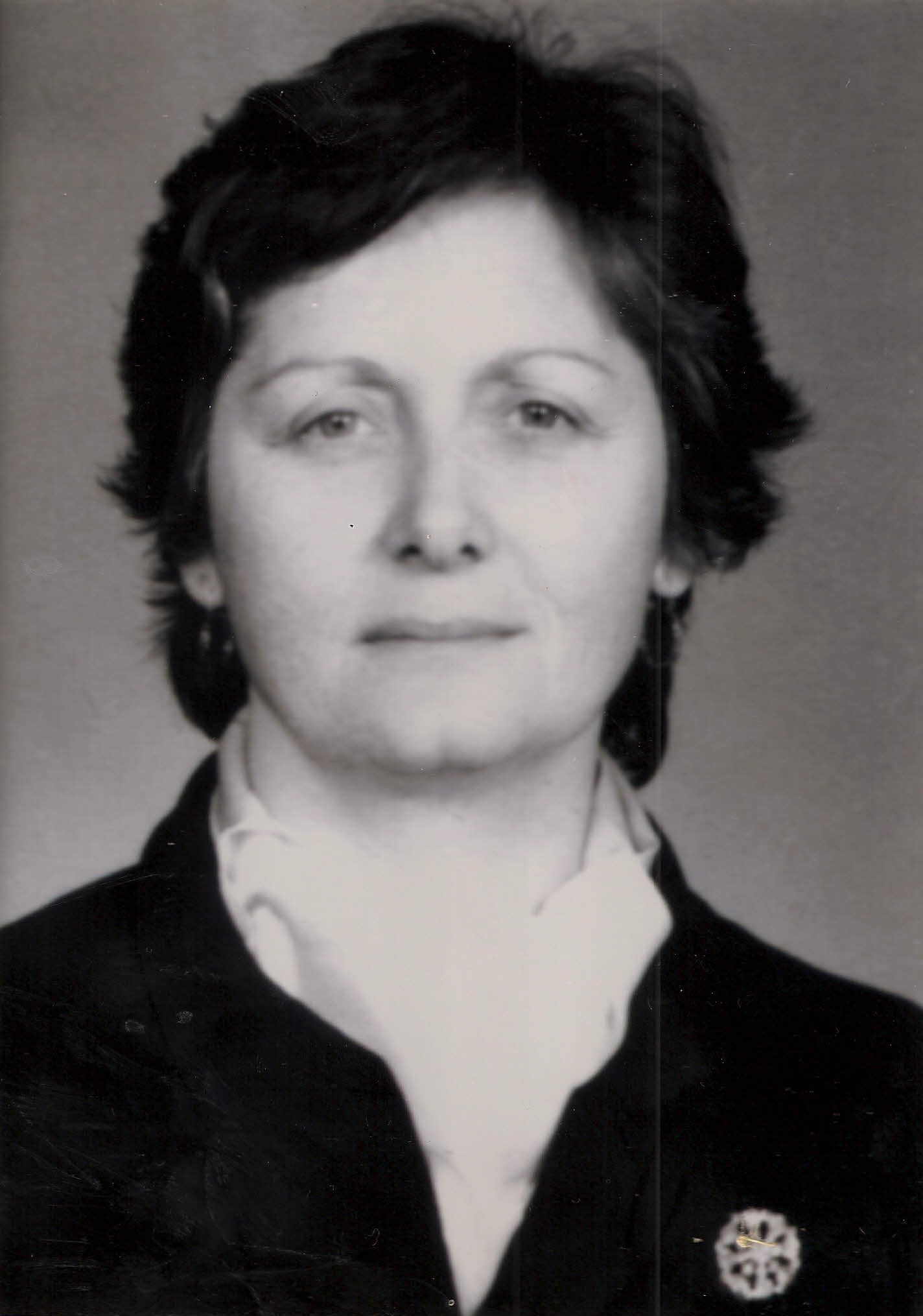
Prof. Marta Alupului Rus.

- Nicolae Pașca, născut la Frata, preot, ctitorul Mânăstirii Sfânta Treime din Soporu de Câmpie și a noii biserici ortodoxe din comuna Frata , localitatea Soporul de Câmpie ;
- Vasile Soporan (nascut in anul 1934,in Frata } este un cântăreț de muzică populară ,specific zonei de Câmpie a Transilvaniei. S-a afirmat în muzica populară în calitate de solist al formației  cu ajutorul "Taraful din Soporul de Câmpie",comuna Frata, condus de violonistul Șandor Ciurcui. Este considerat un tezaur viu al folclorului din Transilvania, datorită modului original de interpretare a cantecelor cât și compoziției Ciurcui Alexandru Șandor Bătrînul a fost fondatorul Tarafului din Soporul de Cîmpie,din care făceau parte copii lui Ciurcui Alexandru Sandorica și Ciurcui Romulus Nonu,erau violoniști forte respectați pt muzică autentică și originală, Ciurcui Alexandru Șandor Bătrânul a făcut folclor,a lăsat folclor  cu totul că nu avea și școala pt a putea face muzica,dar..ace un talent Nativ de la Dumnezeu,cu ajutorul talentului a compus melodi după urechea muzical pt repertoriul său personal ,inclusiv melodia recunoscută,, Șandore Cetera Ta "fi cauza solicitări a trebuit să facă și muzică autentică tradițională pt a distra oameni din zona ,pt că asta era meseria lui ,din muzica trăia și agricultură.
- Profesor Marta Alupului Rus, mulți ani profesor și director de școală la Piatra Neamț, absolvent al Universitații Babeș-Bolyai din Cluj în anul 1969. S-a născut în comuna Frata, satul Soporul de Câmpie în anul 1946 și a murit în anul 2005, la Piatra Neamt. Scrie unica monografie folclorică a satului Soporul de Câmpie, comuna Frata, în anul 1969, în cadrul lucrării de liciență intitulată "Soporul de Câmpie : monografie folclorică ", lucrare publicată în 2012 de Fundația culturală "Vacanțe muzicale" din Piatra Neamț, Editura Capriccio Piatra Neamț, ISBN -978-606-92873-47, o lucrare monumentală privind descrierea satului, tradițiile acestuia și particularitățile folclorice ale zonei, inclusiv imagini fotografice din perioada 1950-1960.
- Eliseu Moga (1859 - ?),  deputat în Marea Adunare Națională de la Alba Iulia 1918
- Teodor Moga (1873 - 1948),  deputat în Marea Adunare Națională de la Alba Iulia1918

## Galerie de imagini

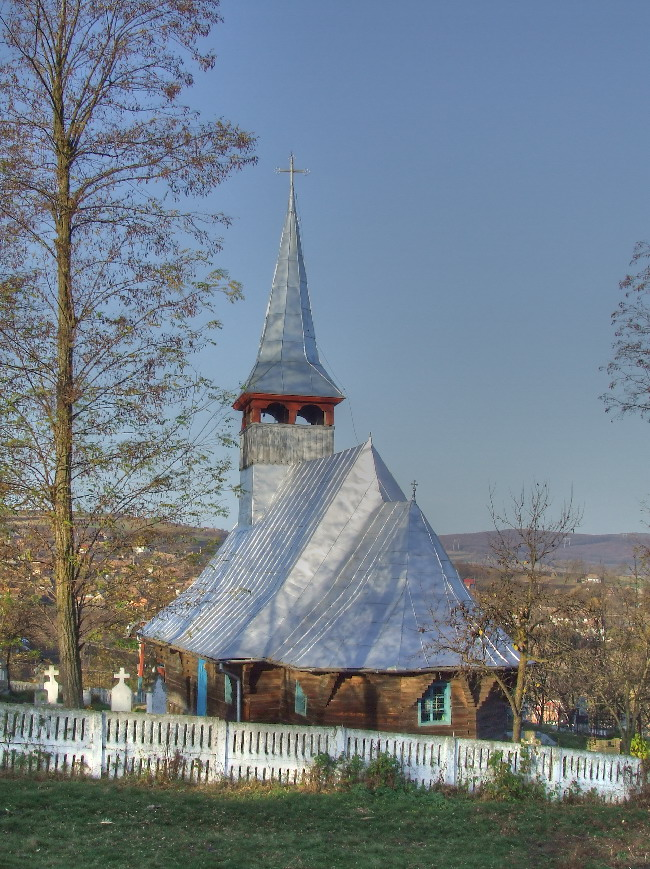
Biserica de lemn din Frata, județul Cluj, 2008
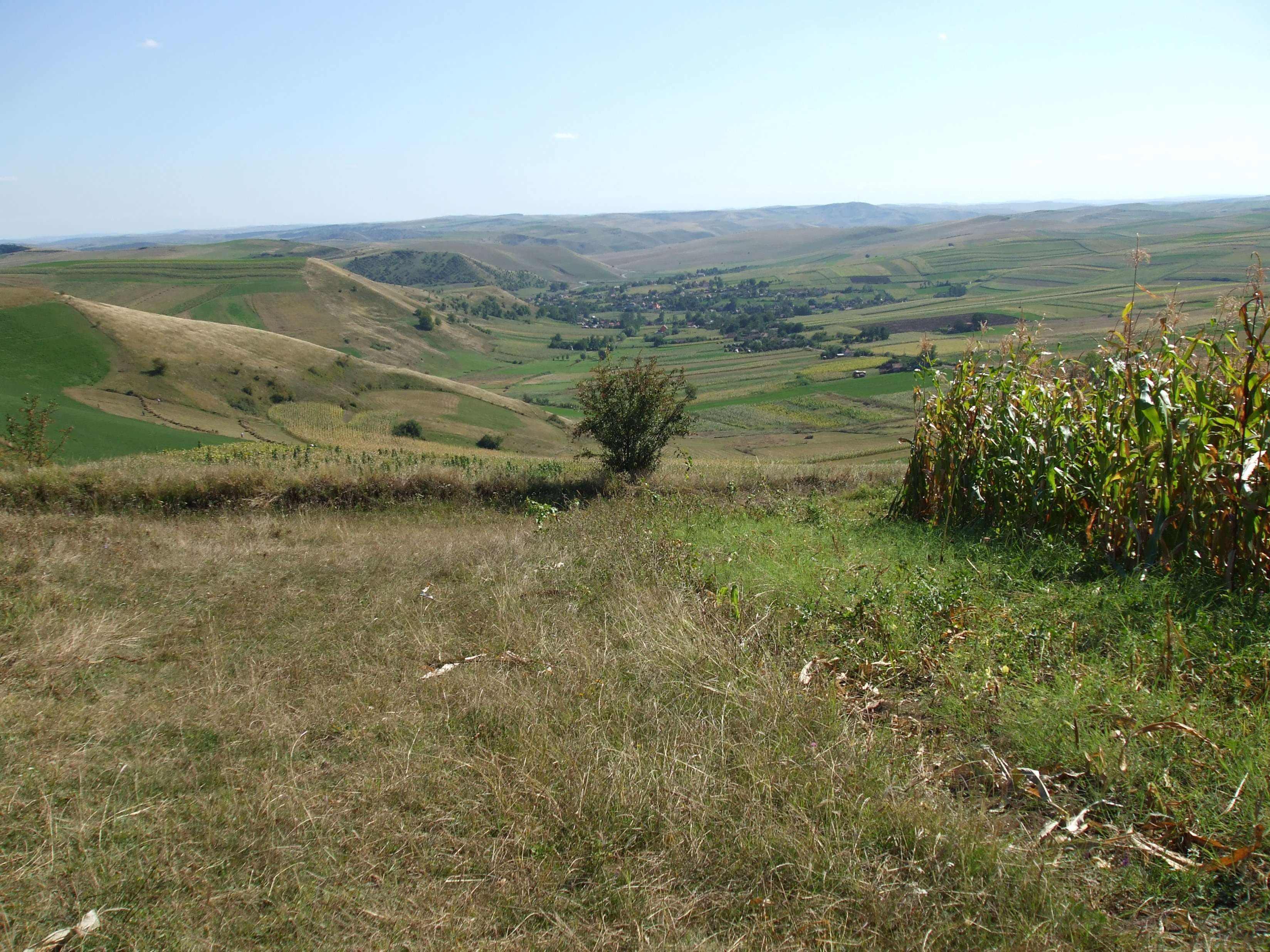
Soporu de Câmpie
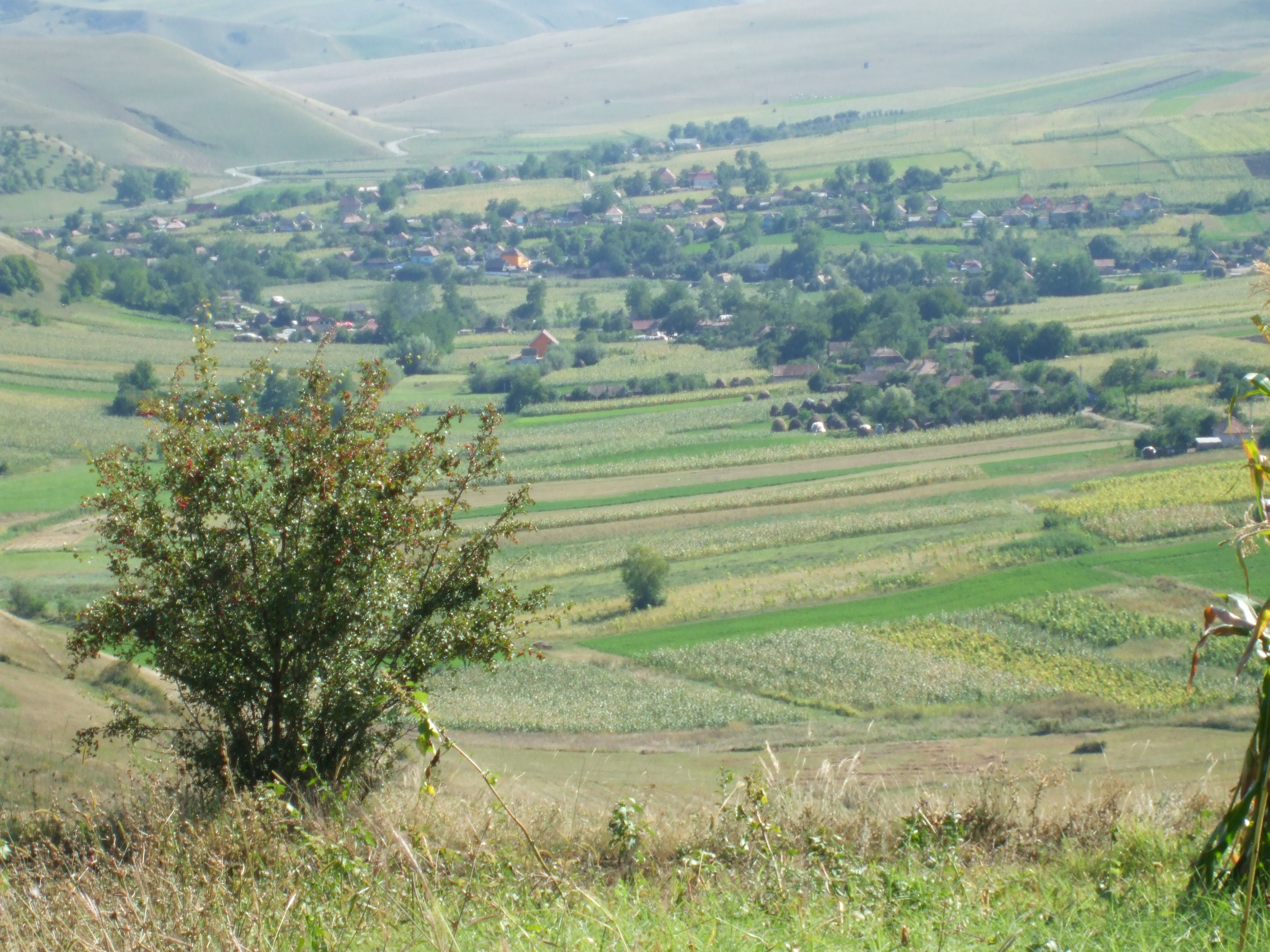
Soporu de Câmpie (vedere dinspre Aruncuta)
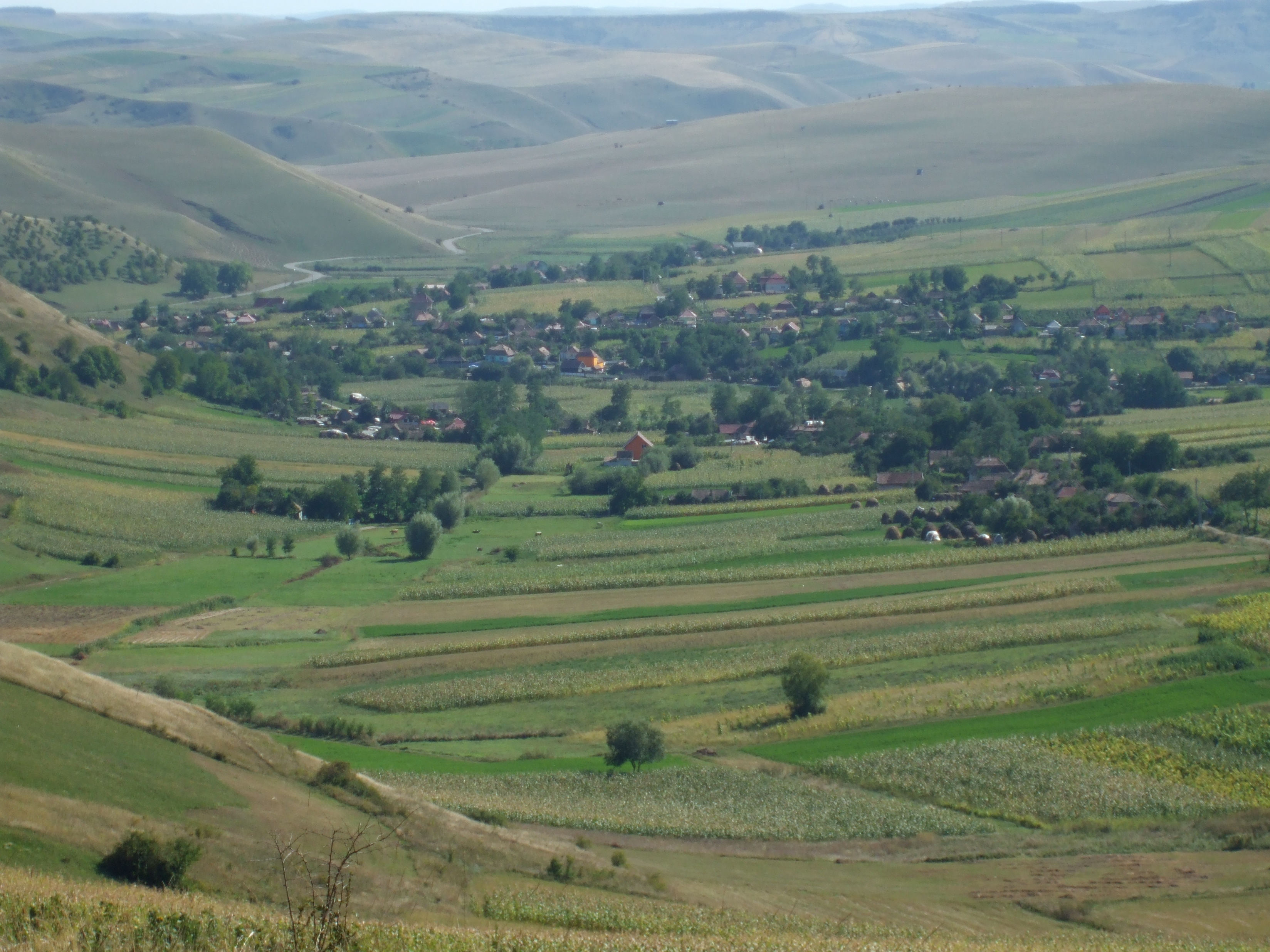
Soporu de Câmpie
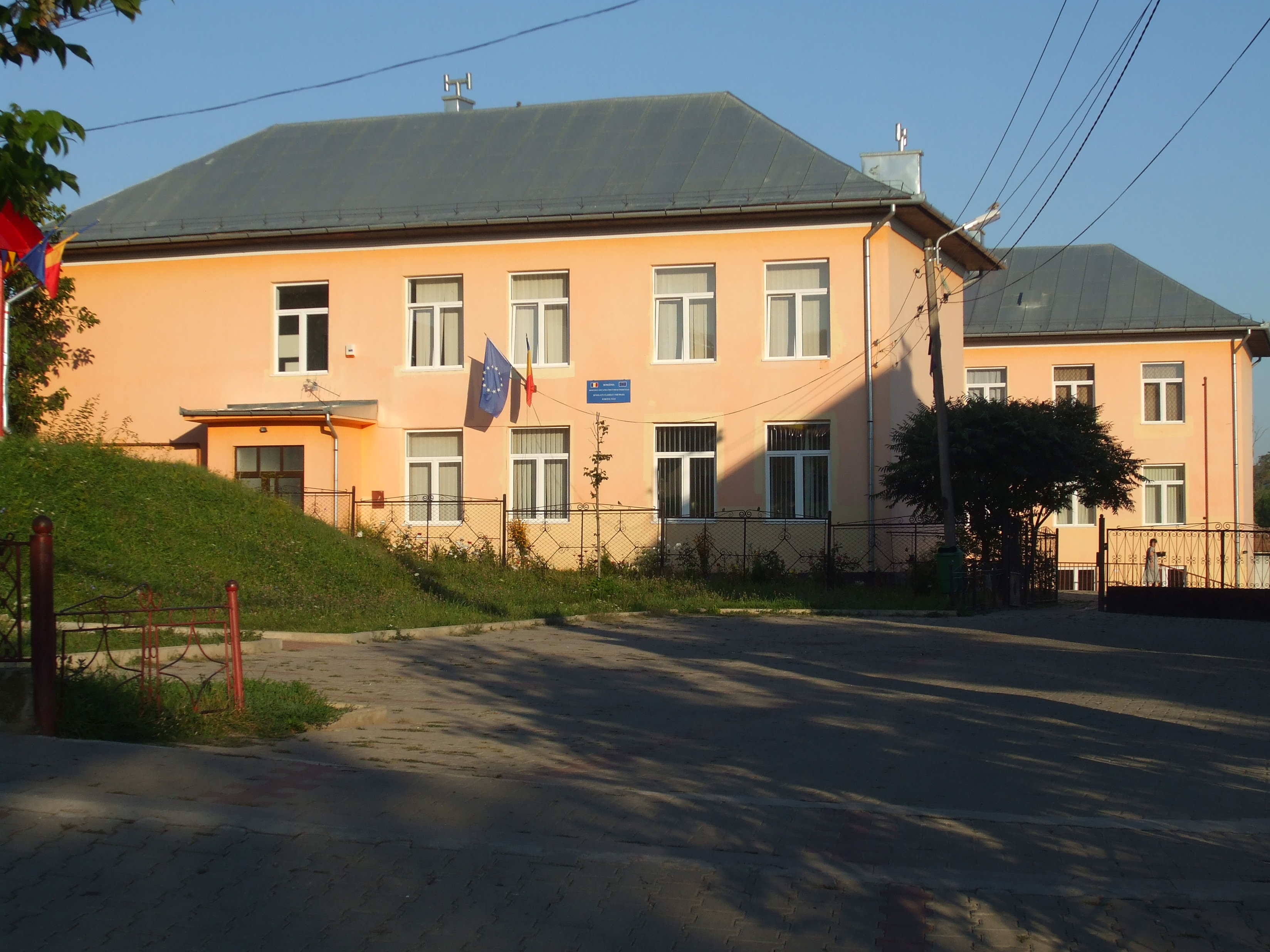
Școala generală din Frata
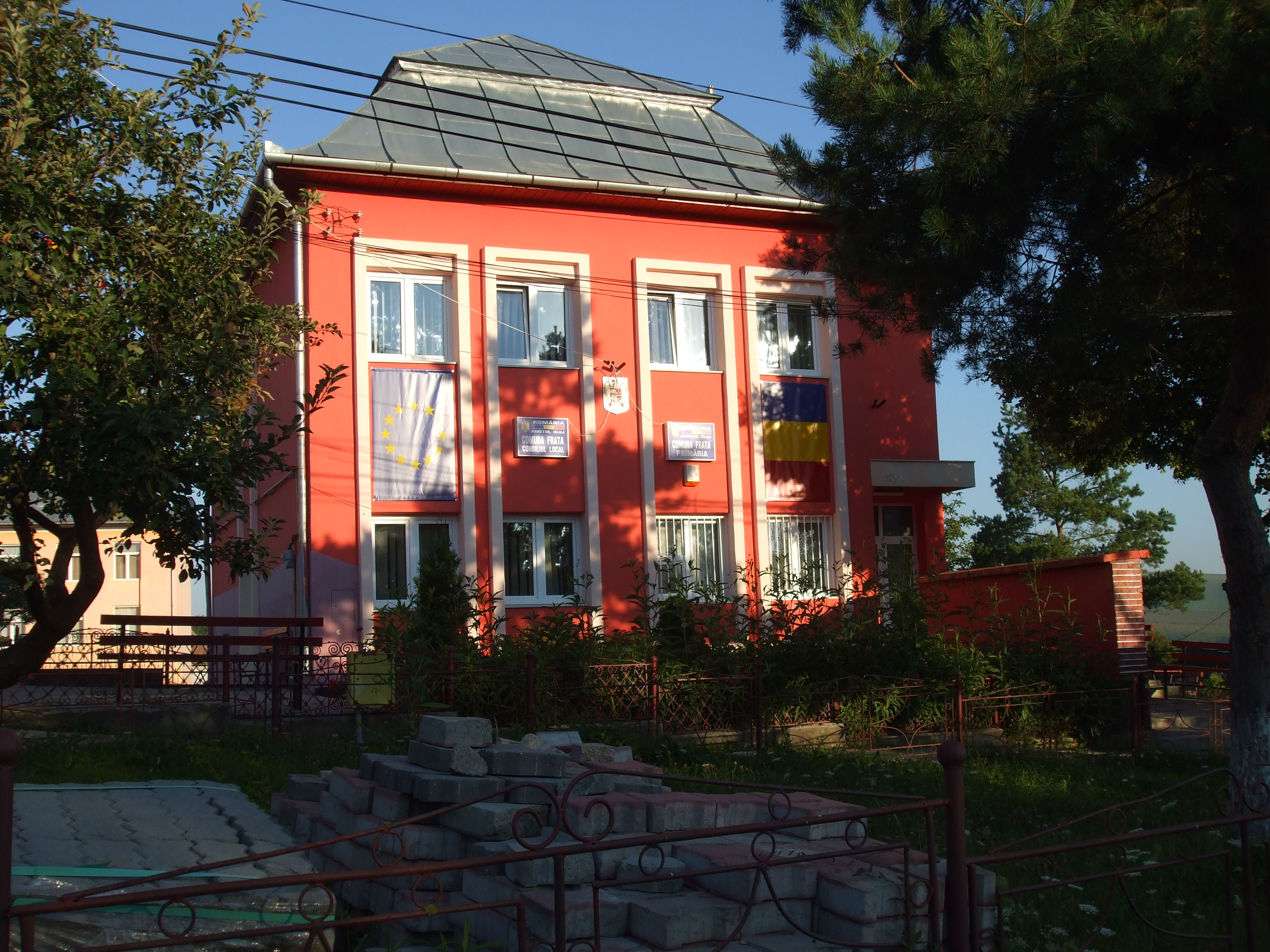
Primăria din Frata
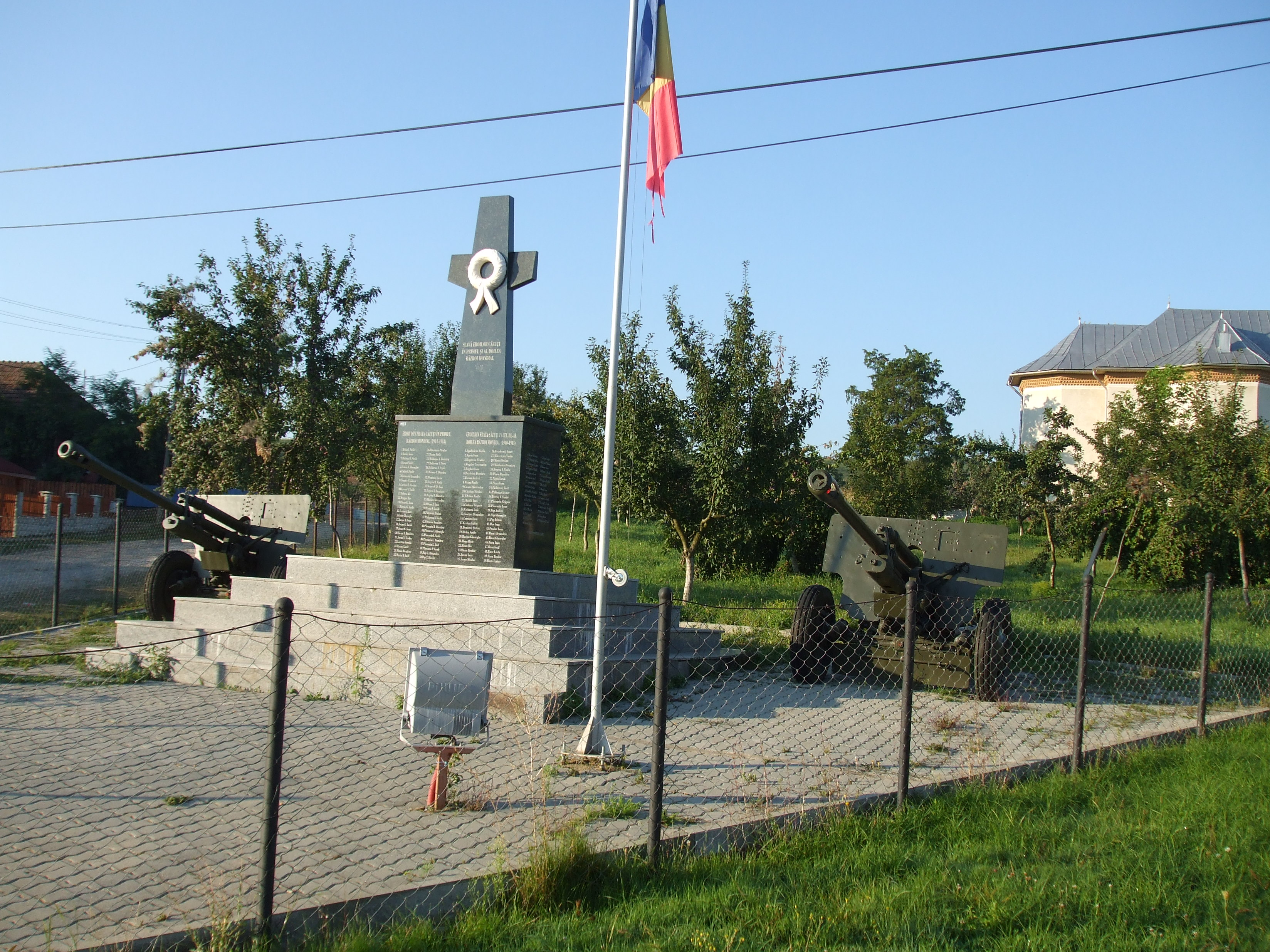
Frata - Monumentul eroilor
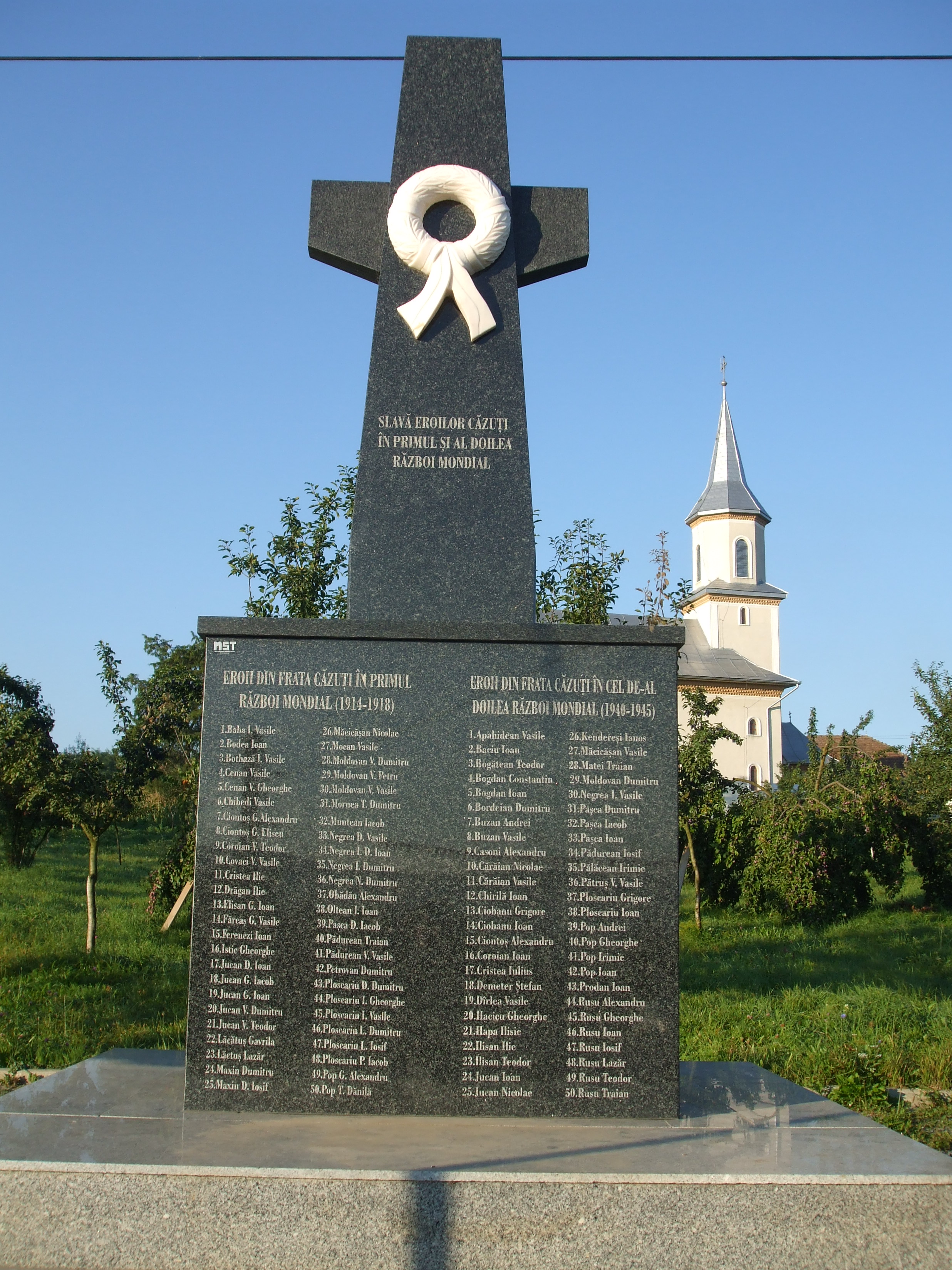
Catalogul eroilor din Frata
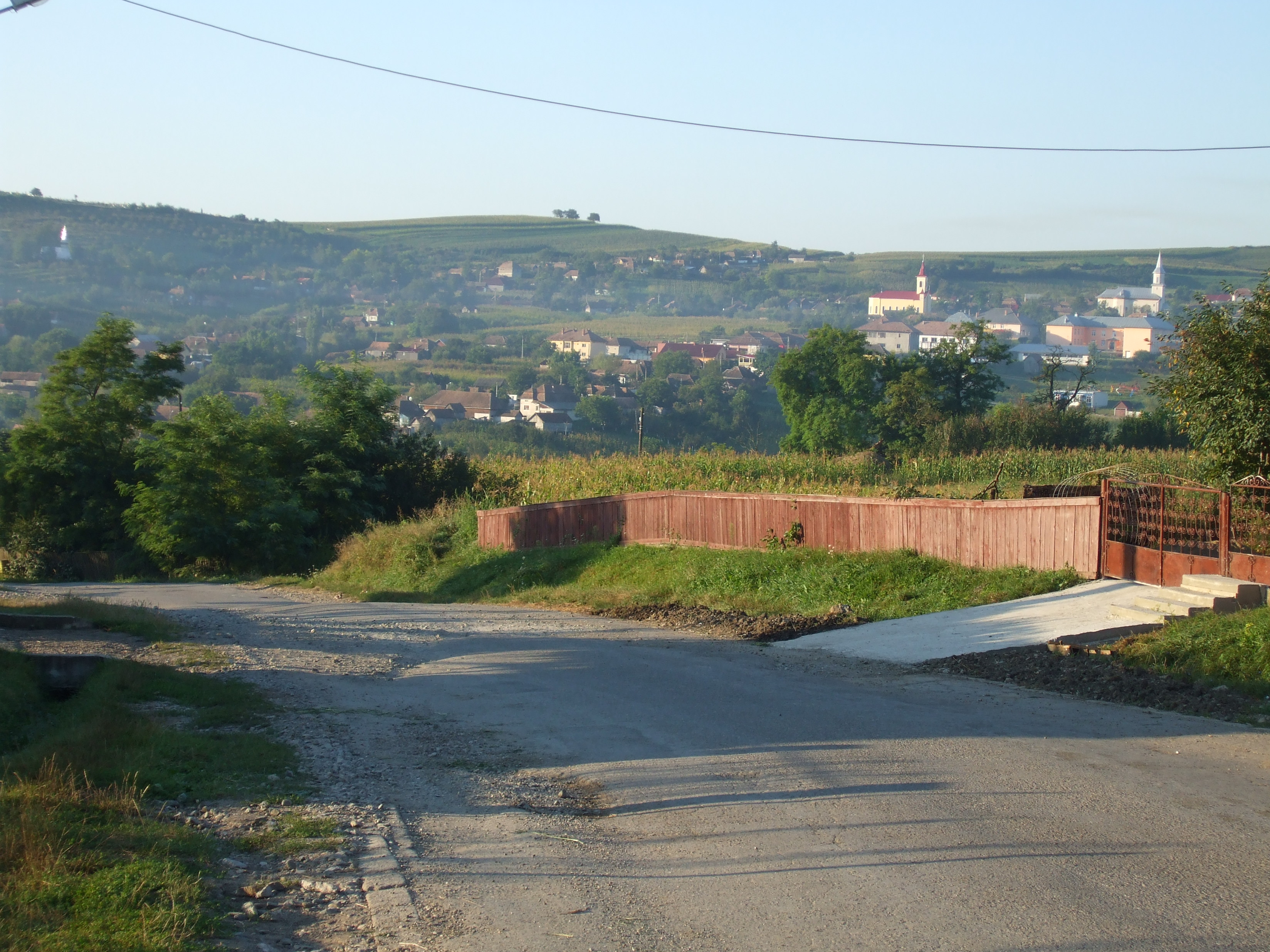
Frata - vedere nord -sud, dinspre Berchieș
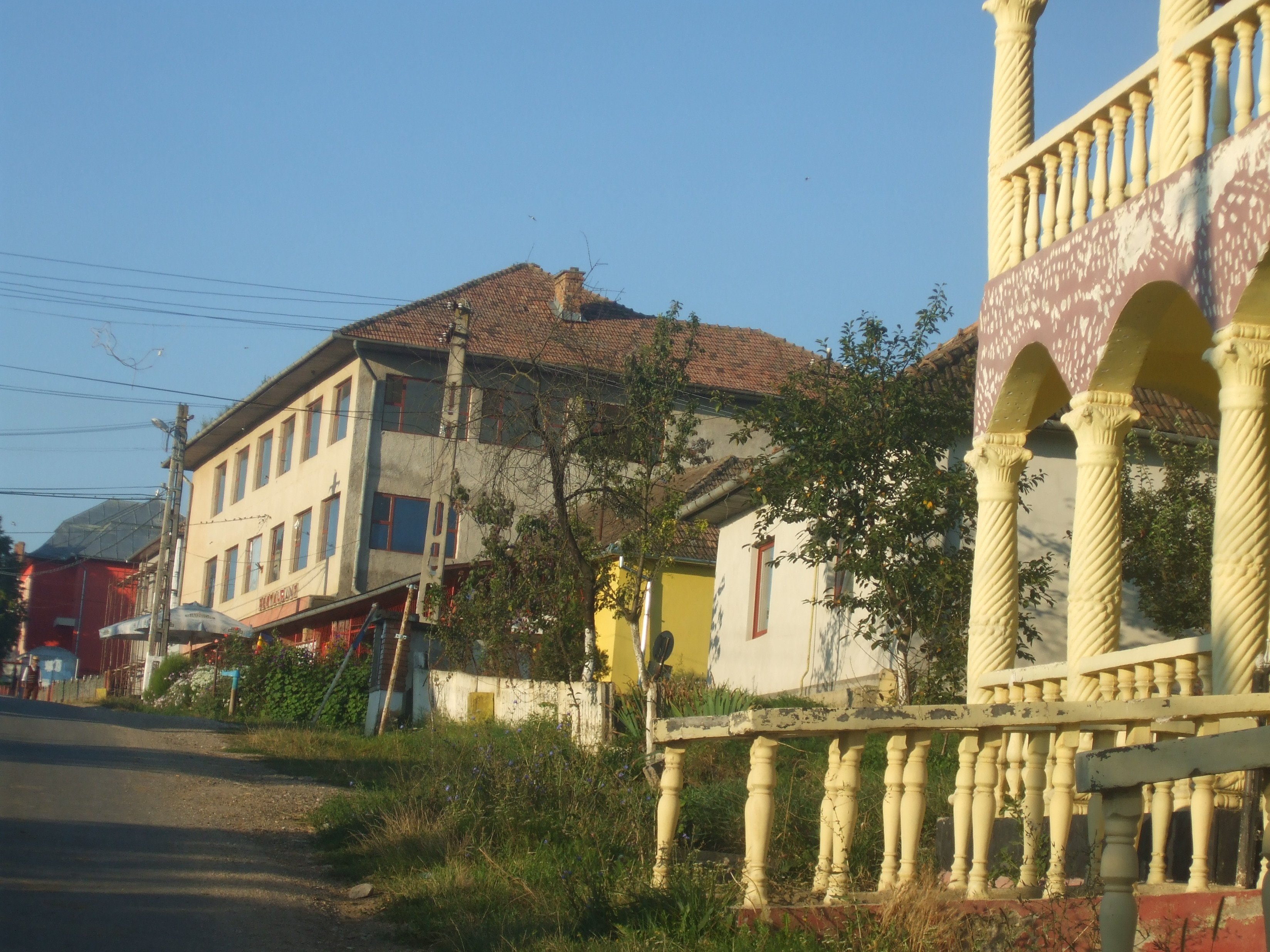
Frata - zona centrală